# Lino Nessi
Pour les articles homonymes, voir Nessi.
Lino Nessi (né en 1904 au Paraguay et mort à une date inconnue) est un joueur de football international paraguayen, qui évoluait au poste d'attaquant.

## Biographie
Sélectionné pour la première fois en équipe du Paraguay pour un match de la Copa Bossio contre l'Uruguay le 23 août 1925 à Asuncion, Lino Nessi participe également en international à la Copa América 1925, 1926 et 1929, jouant onze matchs au cours de ces différentes éditions.
Nessi joue dans le championnat paraguayen au Club Libertad (avec qui il remporte le titre en 1930) lorsqu'il participe à la coupe du monde 1930 en Uruguay, sélectionné par l'entraîneur argentin José Durand Laguna avec 21 autres joueurs paraguayens. 
Sa sélection nationale tombe dans le groupe D avec les États-Unis et la Belgique. Les Paraguayens finissent à la 2e place de ce dernier groupe et ne passent pas le 1er tour. Nessi joue quant à lui les deux matchs de son équipe.
Son frère, Gaspar Nessi, est également un joueur international, qui quant à lui joua notamment la Copa América 1923.